# Клаус Бир
Клаус Бир (Легњица, 24. новембар 1942 — 8. јун 2023) био је источно немачки атлетски репрезентативац у скоку удаљ, двоструки учесник Олимпијских игара и освајач сребне медаље 1968. два пута сребрни на европским првенствима у дворани и сребрни на Европском купу. Такмичио се половином 1960-их до почетка 1970-их година.

## Значајнији резултати
Двапут се такмичио на Летњим олимпијским играма. У Токију 1964. где се такмичио за Уједињени немачки тима резултатом 7,27, није дошао до финала. У Мексику 1964. скочио је 8,19 метара и освојио сребну медаљу (иза Боб Бибмона, који је поставио светски рекорд на 8,90 м). Резултат Бира од 6,19 м је његов лични рекорд.
Бир је такође био победник Европских игара у дворани 1969. године у Београду и другопласирани на 1. Европском првенсрву у дворани 1970. у Бечу завршио је на 2. месту у скоку удаљ.. Победио је и на Европском купу 1970. у Стокхолму.
На првенствима Источне Немачке побеђивао је (1961-62, 1964, 1967-70) на отвореном, а (1965, 1968-70) у дворани. Године 1968. био је први источнонемачки спортиста који је скочио преко 8 метара.
Беер се такмичио у АК Динамо Берлин. Имао је двоје деце Рона и Пеги који су такође били спортисти, а Пеги двострука олимпијка 1992. и 1996. Такмичила се у седмобоју.